# Федоровський Олександр Миколайович
Олекса́ндр Микола́йович Федоро́вський — український військовослужбовець, молодший сержант Національної гвардії України, учасник російсько-української війни, який відзначився під час відбиття російського вторгнення в Україну. Герой України (2025).

## Життєпис
На початку російського вторгнення в Україну — солдат 23-ї окремої бригади охорони громадського порядку «Хортиця» Національної гвардії України (позивний «Фан»). 
Вперше вирушив на фронт у вересні 2023 року. Брав участь у бойових діях у районі села Приютного на Донеччині, та у районі Роботиного Запорізької області.
2024 року Олександр пройшов підготовку за кордоном, після чого знову повернувся на передову в район села Старомайорського Донецької області. Невдовзі після прибуття на фронт Олександр Федоровський дістав легке поранення пальців руки. Рани швидко загоїлися, і він повернувся у стрій.
У квітні 2024 року разом із командиром підрозділу молодшим лейтенантом Дмитром Шеметою (позивний «Соєр») не допустив прориву позицій і, ризикуючи життям, знищив ворожі штурмові групи.
Дмитру та Олександру належало зайняти важливу позицію на підступах до Старомайорського: маленький окоп із норою-укриттям, маленька крапка на штабній мапі. Але тримати її було дуже важливо, щоб не дати піхоті рашистів зайти з флангу у тил. Завдання виявилося непростим – кілька разів вони потрапляли під обстріл з мінометів та гармат, ховалися від FPV-дронів рашистів, але таки дістались позиції.
Уже в першу добу «Соєр» та «Фан» відбили атаку кількох невеликих груп росіян. Зустрівши спротив, рашисти почали «прасувати» гвардійців всім чим могли – ствольною артилерією, мінометами, пострілами зі станкового протитанкового гранатомета. Те саме тривало і на другу, і на третю добу. Планувалося, що за три дні Дмитра та Олександра мають змінити, але обстановка склалася так, що вийти чи зайти на позицію було просто неможливо – надто інтенсивний вогонь вели окупанти, надто велику увагу прикували до себе двоє відчайдушних гвардійців. Залишалося тільки одне – триматися за будь-яку ціну.
Рятувало те, що був зв’язок. Коли по радіостанції лунала команда «До бою!», «Соєр» та «Фан» зустрічали піхоту противника автоматними чергами, змушуючи ворога залягти. Після цього окупантів накривала наша «арта» чи дрони. Саме дронами «Соєру» та «Фану» доставлялися вода, їжа, цигарки, боєприпаси. І так протягом 18 діб, аж до 3 травня, коли Шемета та Федоровський отримали наказ на відхід.
За словами «Фана», ті 18 днів були найтяжчими у його житті – справжнім пеклом. Він важко згадує якісь подробиці, адже все злилося у «кашу» зі штурмів росіян, обстрілів, від яких дрижала земля, постійного чергування біля радіостанції.
Поки Шемета та Федоровський тримали оборону, командування планувало їхній вихід із позиції. За допомогою «пташки» гвардійцям передали спеціальні плащі, які вночі значно зменшили їхню помітність для тепловізорів.
Уночі 3 травня «Соєр» і «Фан» отримали наказ на відхід. Одягнувши накидки, вони вирушили до своїх. Ворожий БПЛА здійснив скид, і «Фана» поранило в ноги. Дмитру також уламки влучили в ногу, але він міг рухатися. «Соєр» наклав товаришу турнікет і рушив далі, відволікаючи на себе увагу ворога, а «Фан» же залишився лежати, загорнутий в антитепловізійну накидку.
Молодший лейтенант Шемета зумів дістатися своїх і викликати допомогу, хоча дорогою дістав друге поранення. солдат Олександр Федоровський втратив багато крові, кілька разів втрачав свідомість і пролежав так кілька годин. Його врятували наші пілоти, які виявили побратима з повітря за допомогою «пташки». До місця, де перебував поранений, вирушили двоє гвардійців на багі, які евакували «Фана» та передали його медикам… 
Протягом тривалого часу Олександр проходив лікування та реабілітацію, був призначений командиром відділення, йому було присвоєно військове звання «молодший сержант».
23 лютого 2025 року у Маріїнському палаці Президент України Володимир Зеленський вручив молодшому сержанту Олександру Федоровському орден «Золота Зірка» .

## Нагороди
- Звання Герой України з врученням ордена «Золота Зірка» (30 вересня 2024) — за особисту мужність і героїзм, виявлені у захисті державного суверенітету та територіальної цілісності України, самовіддане служіння Українському народові[2].